# Trevor Ariza
Pour les articles homonymes, voir Ariza (homonymie).
Trevor Anthony Ariza, né le 30 juin 1985 à Miami en Floride aux États-Unis, est un joueur américain de basket-ball évoluant aux postes d'ailier et ailier fort.

## Biographie

### Knicks de New York (2004-fév. 2006)
Après une carrière universitaire d'un an à l'université de Californie à Los Angeles (UCLA), Trevor Ariza se déclare pour la Draft 2004 de la NBA et est choisi au second tour (43e position) par les Knicks de New York. Ariza était peu connu lors du draft et son choix par Isiah Thomas, alors manager général des Knicks, est vu comme très perspicace. Ariza bénéficie d'une bonne détente et de bonnes capacités à finir une action offensive près du panier, en plus d'être un bon défenseur.
Avec l'arrivée du nouvel entraîneur Larry Brown, Ariza doit faire face à la concurrence à son poste entre Matt Barnes, Qyntel Woods, David Lee voire Quentin Richardson. Fin janvier 2006, Ariza est placé sur la liste des joueurs inactifs.

### Magic d'Orlando (fév. 2006-nov. 2007)
Le 22 février, il est envoyé avec son coéquipier Anfernee Hardaway au Magic d'Orlando en échange de Steve Francis, ce qui lui permet de rentrer dans son État natal. Avec le Magic, il retrouve un certain temps de jeu et fait partie intégrante de la rotation floridienne. Il profite de ce temps de jeu pour faire admirer ses capacités offensives, et devient un joker intéressant.
Mais durant l'été 2007, l'arrivée de Rashard Lewis à Orlando, un joueur qui possède un profil très similaire au sien, lui bouche l'horizon et le relègue à nouveau sur le banc de touche.

### Lakers de Los Angeles (nov. 2007-2009)
Il commence la saison avec Orlando mais il est rapidement échangé et prend la direction des Lakers, alors que le Magic récupère Brian Cook et Maurice Evans.
Lors de la saison 2007-2008, Ariza joue en moyenne 18 minutes par rencontre pour 6,5 points et 3,5 rebonds.
Lors de la saison 2008-2009, il s'illustre durant les finales NBA apportant sa contribution au 15e titre conquis par les Lakers.

### Rockets de Houston (2009-2010)
En 2009-2010, il est transféré aux Rockets de Houston. Il finit la saison avec une moyenne de 14,9 points, 5,8 rebonds et 3,8 passes décisives. Il améliore ses stats dans tous les domaines par rapport à la saison 2008-2009.

### Hornets de La Nouvelle-Orléans (2010-2012)
Le 11 août 2010, il est envoyé aux Hornets de La Nouvelle-Orléans lors d'une transaction entre quatre équipes.

### Wizards de Washington (2012-2014)
Le 20 juin 2012, il fait partie d'un échange qui l'envoie, avec Emeka Okafor, chez les Wizards de Washington en contrepartie de Rashard Lewis et le 42e choix de la Draft 2012.

### Rockets de Houston (2014-2018)
Le 12 juillet 2014, il signe aux Rockets de Houston un contrat de 4 ans et de 32 millions de dollars.

### Suns de Phoenix (juil.-déc. 2018)
Le 1er juillet 2018, il signe aux Suns de Phoenix un contrat d'un an et de quinze millions de dollars.

### Wizards de Washington (déc. 2018-2019)
Le 15 décembre, il est échangé aux Wizards contre Austin Rivers et Kelly Oubre.

### Kings de Sacramento (2019-2020)
Le 1er juillet 2019, il signe un contrat de deux ans avec les Kings de Sacramento.

### Trail Blazers de Portland (jan. 2020-nov. 2020)
Le 18 janvier 2020, il est échangé aux Trail Blazers de Portland.

### Thunder d'Oklahoma City (2020-2021)
Le 16 novembre 2020, il est envoyé aux Rockets de Houston en compagnie de deux tours de draft contre Robert Covington. Le 18 novembre 2020, il est transféré aux Pistons de Détroit avec le 16e choix de la draft 2020 contre un futur premier tour de draft. Le 21 novembre 2020, il est envoyé au Thunder d'Oklahoma City dans le cadre d'un échange à trois équipes.

### Heat de Miami (mars 2021-août 2021)
Le 17 mars 2021, il est envoyé au Heat de Miami contre Meyers Leonard et un futur choix de draft. Avec 11 échanges au cours de sa carrière, Ariza devient le joueur le plus échangé de l'histoire de la NBA.

### Retour aux Lakers de Los Angeles (2021-avril 2022)
Agent libre à l'été 2021, Trevor Ariza signe une saison avec les Lakers de Los Angeles. Il est coupé en avril 2022.

## Palmarès
- Champion NBA en 2009 avec les Lakers de Los Angeles.
- Finales NBA en 2008 contre les Celtics de Boston avec les Lakers de Los Angeles.
- Champion de la Conférence Ouest en 2008 et 2009 avec les Lakers de Los Angeles.
- Champion de la Division Pacifique en 2008 et 2009 avec les Lakers de Los Angeles.

## Statistiques

### Universitaires
| Saison    | Équipe | Matchs | Titul. | Min./m | % Tir | % 3pts | % LF | Rbds/m. | Pass/m. | Int/m. | Ctr/m. | Pts/m. |
| --------- | ------ | ------ | ------ | ------ | ----- | ------ | ---- | ------- | ------- | ------ | ------ | ------ |
| 2003-2004 | UCLA   | 25     | 24     | 31,6   | 42,6  | 23,7   | 50,0 | 6,48    | 2,08    | 1,68   | 0,44   | 11,56  |

### Professionnelles
Légende :
| Champion NBA |

gras = ses meilleures performances

#### Saison régulière
| Saison     | Équipe           | Matchs | Titul. | Min./m | % Tir | % 3pts | % LF | Rbds/m. | Pass/m. | Int/m. | Ctr/m. | Pts/m. |
| ---------- | ---------------- | ------ | ------ | ------ | ----- | ------ | ---- | ------- | ------- | ------ | ------ | ------ |
| 2004-2005  | New York         | 80     | 12     | 17,3   | 44,2  | 23,1   | 69,5 | 3,02    | 1,06    | 0,88   | 0,23   | 5,85   |
| 2005-2006  | New York         | 36     | 10     | 19,7   | 41,8  | 33,3   | 54,5 | 3,81    | 1,28    | 1,19   | 0,25   | 4,58   |
| 2005-2006  | Orlando          | 21     | 0      | 13,8   | 40,0  | 0,0    | 70,0 | 3,86    | 0,71    | 0,67   | 0,10   | 4,71   |
| 2006-2007  | Orlando          | 57     | 7      | 22,4   | 53,9  | 0,0    | 62,0 | 4,37    | 1,14    | 1,04   | 0,33   | 8,88   |
| 2007-2008  | Orlando          | 11     | 0      | 10,5   | 45,2  | 0,0    | 53,3 | 2,18    | 0,73    | 0,45   | 0,27   | 3,27   |
| 2007-2008  | L.A. Lakers      | 24     | 3      | 18,0   | 52,4  | 33,3   | 68,3 | 3,50    | 1,50    | 1,08   | 0,33   | 6,50   |
| 2008-2009  | L.A. Lakers      | 82     | 20     | 24,4   | 46,0  | 31,9   | 71,0 | 4,29    | 1,77    | 1,67   | 0,29   | 8,89   |
| 2009-2010  | Houston          | 72     | 71     | 36,5   | 39,4  | 33,4   | 64,9 | 5,60    | 3,83    | 1,75   | 0,56   | 14,89  |
| 2010-2011  | Nouvelle-Orléans | 75     | 75     | 34,7   | 39,8  | 30,3   | 70,1 | 5,44    | 2,16    | 1,60   | 0,41   | 11,01  |
| 2011-2012* | Nouvelle-Orléans | 41     | 41     | 32,9   | 41,7  | 33,3   | 77,5 | 5,24    | 3,32    | 1,68   | 0,61   | 10,83  |
| 2012-2013  | Washington       | 56     | 15     | 26,3   | 41,7  | 36,4   | 82,1 | 4,75    | 2,04    | 1,29   | 0,36   | 9,46   |
| 2013-2014  | Washington       | 77     | 77     | 35,4   | 45,6  | 40,7   | 77,2 | 6,17    | 2,48    | 1,64   | 0,26   | 14,38  |
| 2014-2015  | Houston          | 82     | 82     | 35,7   | 40,2  | 35,0   | 85,3 | 5,60    | 2,55    | 1,85   | 0,21   | 12,78  |
| 2015-2016  | Houston          | 81     | 81     | 35,3   | 41,6  | 37,1   | 78,3 | 4,52    | 2,32    | 1,98   | 0,32   | 12,65  |
| 2016-2017  | Houston          | 80     | 80     | 34,7   | 40,9  | 34,4   | 73,8 | 5,72    | 2,19    | 1,84   | 0,25   | 11,70  |
| 2017-2018  | Houston          | 67     | 67     | 33,9   | 41,2  | 36,8   | 85,4 | 4,39    | 1,57    | 1,46   | 0,19   | 11,67  |
| 2018-2019  | Phoenix          | 26     | 26     | 34,0   | 37,9  | 36,0   | 83,7 | 5,58    | 3,35    | 1,46   | 0,31   | 9,92   |
| 2018-2019  | Washington       | 43     | 43     | 34,1   | 40,9  | 32,2   | 77,7 | 5,26    | 3,84    | 1,23   | 0,30   | 14,07  |
| 2019-2020  | Sacramento       | 32     | 0      | 24,7   | 38,8  | 35,2   | 77,8 | 4,56    | 1,56    | 1,09   | 0,22   | 6,00   |
| 2019-2020  | Portland         | 21     | 21     | 33,4   | 49,1  | 40,0   | 87,2 | 4,76    | 1,95    | 1,62   | 0,38   | 11,00  |
| 2020-2021  | Miami            | 30     | 27     | 28,0   | 41,1  | 35,0   | 77,3 | 4,80    | 1,83    | 1,03   | 0,60   | 9,40   |
| 2021-2022  | L.A. Lakers      | 24     | 11     | 19,3   | 33,3  | 27,0   | 55,6 | 3,42    | 1,12    | 0,54   | 0,25   | 4,00   |
| Carrière   | Carrière         | 1118   | 769    | 29,5   | 42,2  | 35,1   | 73,1 | 4,79    | 2,13    | 1,46   | 0,32   | 10,37  |

* Cette saison a été réduite de 82 à 66 matchs en raison du lock out.

#### Playoffs
| Saison   | Équipe           | Matchs | Titul. | Min./m | % Tir | % 3pts | % LF | Rbds/m. | Pass/m. | Int/m. | Ctr/m. | Pts/m. |
| -------- | ---------------- | ------ | ------ | ------ | ----- | ------ | ---- | ------- | ------- | ------ | ------ | ------ |
| 2007     | Orlando          | 4      | 0      | 11,8   | 31,2  | 0,0    | 25,0 | 2,25    | 1,25    | 0,25   | 0,00   | 2,75   |
| 2008     | L.A. Lakers      | 8      | 0      | 5,7    | 58,3  | 25,0   | 50,0 | 1,38    | 0,12    | 0,12   | 0,12   | 2,12   |
| 2009     | L.A. Lakers      | 23     | 23     | 31,4   | 49,7  | 47,6   | 56,2 | 4,22    | 2,35    | 1,57   | 0,43   | 11,30  |
| 2011     | Nouvelle-Orléans | 6      | 6      | 40,2   | 41,2  | 33,3   | 72,7 | 6,50    | 3,33    | 1,33   | 0,50   | 15,50  |
| 2014     | Washington       | 11     | 11     | 37,0   | 48,1  | 44,6   | 77,8 | 8,91    | 1,73    | 1,55   | 0,36   | 13,64  |
| 2015     | Houston          | 17     | 17     | 38,5   | 42,6  | 37,5   | 90,5 | 6,41    | 2,59    | 1,76   | 0,12   | 13,18  |
| 2016     | Houston          | 5      | 5      | 36,2   | 25,5  | 14,3   | 75,0 | 4,20    | 0,80    | 2,60   | 0,20   | 6,60   |
| 2017     | Houston          | 11     | 11     | 37,5   | 42,3  | 37,7   | 92,9 | 5,09    | 2,09    | 1,27   | 0,18   | 10,73  |
| 2018     | Houston          | 17     | 17     | 34,2   | 36,0  | 28,6   | 74,2 | 3,82    | 1,29    | 1,12   | 0,12   | 8,76   |
| 2021     | Miami            | 4      | 4      | 24,0   | 30,4  | 29,4   | 0,0  | 5,75    | 0,50    | 0,75   | 0,25   | 4,75   |
| Carrière | Carrière         | 106    | 94     | 32,0   | 42,3  | 36,5   | 72,2 | 4,98    | 1,83    | 1,34   | 0,25   | 10,13  |

## Records sur une rencontre en NBA
Les records personnels de Trevor Ariza en NBA sont les suivants, :
| Type de statistique        | Saison régulière | Saison régulière                 | Saison régulière | Playoffs | Playoffs                   | Playoffs      |
| Type de statistique        | Record           | Adversaire                       | Date             | Record   | Adversaire                 | Date          |
| -------------------------- | ---------------- | -------------------------------- | ---------------- | -------- | -------------------------- | ------------- |
| Points                     | 40               | @ 76ers de Philadelphie          | 1er mars 2014    | 30       | Bulls de Chicago           | 27 avril 2014 |
| Paniers marqués            | 14               | @ 76ers de Philadelphie          | 1er mars 2014    | 10       | Bulls de Chicago           | 27 avril 2014 |
| Paniers tentés             | 23               | 2 fois                           | 2 fois           | 18       | @ Warriors de Golden State | 26 mai 2018   |
| Paniers à 3 points réussis | 10               | @ Rockets de Houston             | 12 février 2014  | 6        | 3 fois                     | 3 fois        |
| Paniers à 3 points tentés  | 14               | 4 fois                           | 4 fois           | 12       | 2 fois                     | 2 fois        |
| Lancers francs réussis     | 10               | Rockets de Houston               | 25 février 2007  | 6        | 2 fois                     | 2 fois        |
| Lancers francs tentés      | 12               | 2 fois                           | 2 fois           | 8        | Nuggets de Denver          | 21 mai 2009   |
| Rebonds offensifs          | 8                | Suns de Phoenix                  | 25 janvier 2005  | 5        | Pacers de l'Indiana        | 9 mai 2014    |
| Rebonds défensifs          | 12               | 3 fois                           | 3 fois           | 10       | 4 fois                     | 4 fois        |
| Rebonds totaux             | 15               | @ Hawks d'Atlanta                | 21 novembre 2012 | 15       | Pacers de l'Indiana        | 9 mai 2014    |
| Passes décisives           | 11               | @ Bucks de Milwaukee             | 29 février 2016  | 9        | Jazz de l'Utah             | 21 avril 2009 |
| Interceptions              | 6                | 8 fois                           | 8 fois           | 4        | 5 fois                     | 5 fois        |
| Contres                    | 4                | Grizzlies de Memphis             | 17 mars 2010     | 2        | 4 fois                     | 4 fois        |
| Balles perdues             | 7                | @ Hornets de La Nouvelle-Orléans | 2 janvier 2010   | 4        | 2 fois                     | 2 fois        |
| Minutes jouées             | 57               | Timberwolves du Minnesota        | 13 janvier 2010  | 46       | Spurs de San Antonio       | 5 mai 2017    |

- Double-double : 48 (dont 6 en playoffs)
- Triple-double : 1

Dernière mise à jour : 24 avril 2021

## Pour approfondir